# George H. Moses

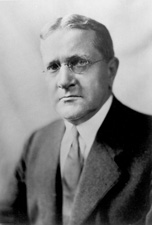
George H. Moses

George Higgins Moses (* 9. Februar 1869 in Lubec, Maine; † 20. Dezember 1944 in Concord, New Hampshire) war ein US-amerikanischer Politiker (Republikanische Partei), der den Bundesstaat New Hampshire im US-Senat vertrat.

## Leben
Nach dem Schulbesuch in Eastport und Franklin machte George Moses seinen Abschluss an der Phillips Exeter Academy in Exeter (1887) und am Dartmouth College in Hanover (1890). Zwischen 1889 und 1891 war er als Privatsekretär von New Hampshires Gouverneur David H. Goodell beschäftigt. In der Folge arbeitete er als Journalist und war von 1892 bis 1918 Chefredakteur des Concord Evening Monitor. Von 1893 bis 1907 gehörte er zudem einer Kommission an, die sich mit dem Baumbestand in New Hampshire befasste.
1909 wurde Moses zum Gesandten der Vereinigten Staaten in Griechenland berufen, was er bis 1912 blieb. Am 5. November 1918 trat er dann im US-Senat die Nachfolge des verstorbenen Jacob Harold Gallinger an; nach zwei Wiederwahlen gehörte er dem Kongress bis zum 3. März 1933 an. Während dieser Zeit hatte er auch von 1925 bis 1933 das Amt des Präsidenten pro tempore inne und stand mehreren Ausschüssen vor. 1932 wurde er nicht im Amt bestätigt, vier Jahre später bewarb er sich dann vergeblich um die Kandidatur seiner Partei für New Hampshires zweiten Senatssitz.
In der Folge betätigte sich George Moses als Autor, wobei er abwechselnd in Washington, D.C. und Concord lebte. Er starb 1944 und wurde in Franklin beigesetzt.